# Spaetzle
Spaetzle (auch Spätzle) ist ein Protein der Fruchtfliege Drosophila melanogaster, das an der Embryonalentwicklung und an der Aktivierung der angeborenen Immunantwort beteiligt ist. Der Name wurde von der Nobelpreisträgerin Christiane Nüsslein-Volhard und Kollegen in Anlehnung an die Spätzle-artige Form der Larven von D. melanogaster geprägt, wenn das Gen von Spaetzle homozygot mutiert ist und das dadurch codierte Protein nicht mehr funktionsfähig gebildet wird (wie auch beim Gen des Proteins Nudel).

## Eigenschaften

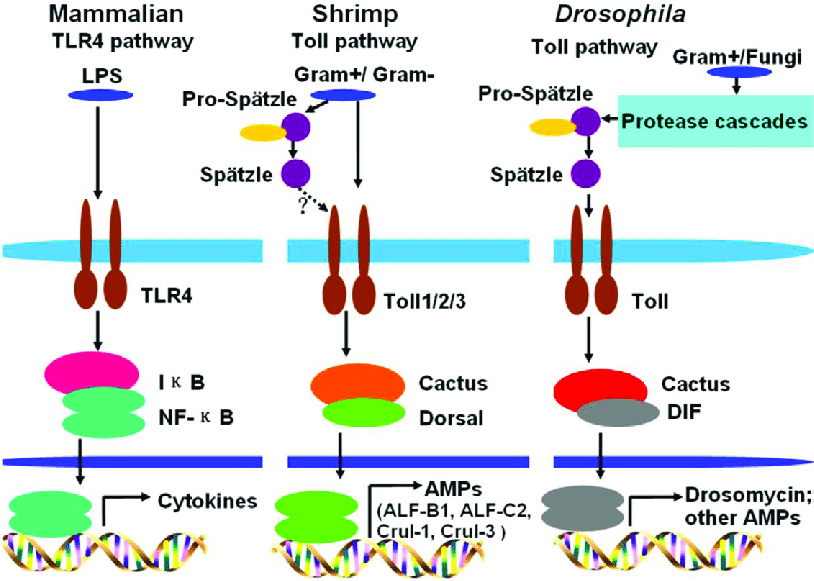
Vergleich des Toll-Signalwegs in Säugern, Garnelen und Fruchtfliegen

Spaetzle bindet als Homodimer an den Toll-Rezeptor (ein dimerer Rezeptor) in Fruchtfliegen. Durch alternatives Spleißen werden mehrere Isoformen von Spaetzle gebildet. Spaetzle wird als Präprotein gebildet und nach Aktivierung der Serinprotease Spaetzle-processing Enzyme in die aktive Form gespalten. Nach Abspaltung der Signalsequenz entsteht Spaetzle (bestehend aus den Aminosäuren 26–326) und nach einer weiteren Spaltung das C-terminale Proteinfragment Spaetzle C106 (Aminosäuren 221–326). Spaetzle besitzt Disulfidbrücken und ist glykosyliert.

### Embryonalentwicklung
In der Embryonalentwicklung der Fruchtfliegen ist Spaetzle an der Ausbildung der dorsoventralen Achse beteiligt. In Folge der Aktivierung des Toll-Rezeptors in der Zellmembran der Embryonalzellen wird über eine Signaltransduktion der Transkriptionsfaktor Dorsal gebildet, mit einem Konzentrationsgradienten von ventral nach dorsal in den Zellkernen der Embryonalzellen im Blastodermstadium. Das Protein Dorsal bestimmt die räumlich spezifische Genexpression vieler Gene der Zygote, die als Dorsal gene regulatory network bezeichnet werden.

### Angeborenes Immunsystem
Die Aktivierung des Spaetzle processing enzyme erfolgt durch Proteolyse nach Bindung von verschiedenen Bestandteilen von Pathogenen von D. melanogaster (grampositive Bakterien, Hefen und andere Pilze) an Proteasen. Nach Aktivierung des Toll-Rezeptors durch Bindung eines Spaetzle-Dimers wird intrazellulär am Toll-Rezeptor zunächst MyD88 gebunden und anschließend ein unbekanntes Adapterprotein, Tube und die Proteinkinase Pelle. Im weiteren Verlauf wird dadurch Cactus proteolytisch abgebaut und der zuvor an Cactus gebundene Transkriptionsfaktor Dorsal-related Immunity Factor (DIF) freigesetzt, welcher in den Zellkern transportiert wird und als Dimer die Genexpression von antimikrobiellen Peptiden einleitet, darunter des antifungalen Peptids Drosomycin.